# Коннелли (тауншип, Миннесота)
Коннелли (англ. Connelly) — тауншип в округе Уилкин, Миннесота, США. На 2000 год его население составило 123 человека.

## География
По данным Бюро переписи населения США площадь тауншипа составляет 63,7 км², из которых 63,7 км² занимает суша, водоёмов нет.

## Демография
По данным переписи населения 2000 года здесь находились 123 человека, 43 домохозяйства и 38 семей. Плотность населения —  1,9 чел./км². На территории тауншипа расположено 46 построек со средней плотностью 0,7 построек на один квадратный километр. Расовый состав населения: 100,00 % белых.
Из 43 домохозяйств в 39,5 % воспитывались дети до 18 лет, в 76,7 % проживали супружеские пары, в 4,7 % проживали незамужние женщины и в 11,6 % домохозяйств проживали несемейные люди. 9,3 % домохозяйств состояли из одного человека, при том 4,7 % из — одиноких пожилых людей старше 65 лет. Средний размер домохозяйства — 2,86, а семьи — 3,08 человека.
29,3 % населения — младше 18 лет, 6,5 % — в возрасте от 18 до 24 лет, 26,8 % — от 25 до 44, 25,2 % — от 45 до 64, и 12,2 % — старше 65 лет. Средний возраст — 38 лет. На каждые 100 женщин приходилось 101,6 мужчин. На каждые 100 женщин старше 18 приходилось 97,7 мужчин.
Средний годовой доход домохозяйства составлял 58 000 долларов, а средний годовой доход семьи —  59 000 долларов. Средний доход мужчин —  47 500  долларов, в то время как у женщин — 21 250. Доход на душу населения составил 19 596 долларов. За чертой бедности не находилась ни одна семья и 1,6 % всего населения тауншипа.